# South Shields FC
South Shields FC är en engelsk fotbollsklubb i South Shields, grundad 1897 under namnet South Sheilds Athletics, men upplöstes senare och grundades i sin nuvarande form 1974 under namnet South Shields FC. Klubben spelar i Northern Premier League Premier Division.